# Monte Carleton
El monte Carleton (del inglés: Mount Carleton);  en francés: Mont Carleton se ubica en el Parque provincial del monte Carleton, y constituye el punto más alto con 817 metros en la provincia canadiense de Nuevo Brunswick, y es también el pico más alto en las provincias marítimas de Canadá. Es uno de los mejores paisajes de la parte canadiense de la Ruta Internacional Apalaches. La montaña fue nombrada en honor de que Thomas Carleton, primer gobernador teniente de Nuevo Brunswick.
Antes de que la vigilancia aérea se utilizara ampliamente, una cabaña se mantuvo en la cima de vigilanda a distancia hacia la parte norte-centro de la provincia.

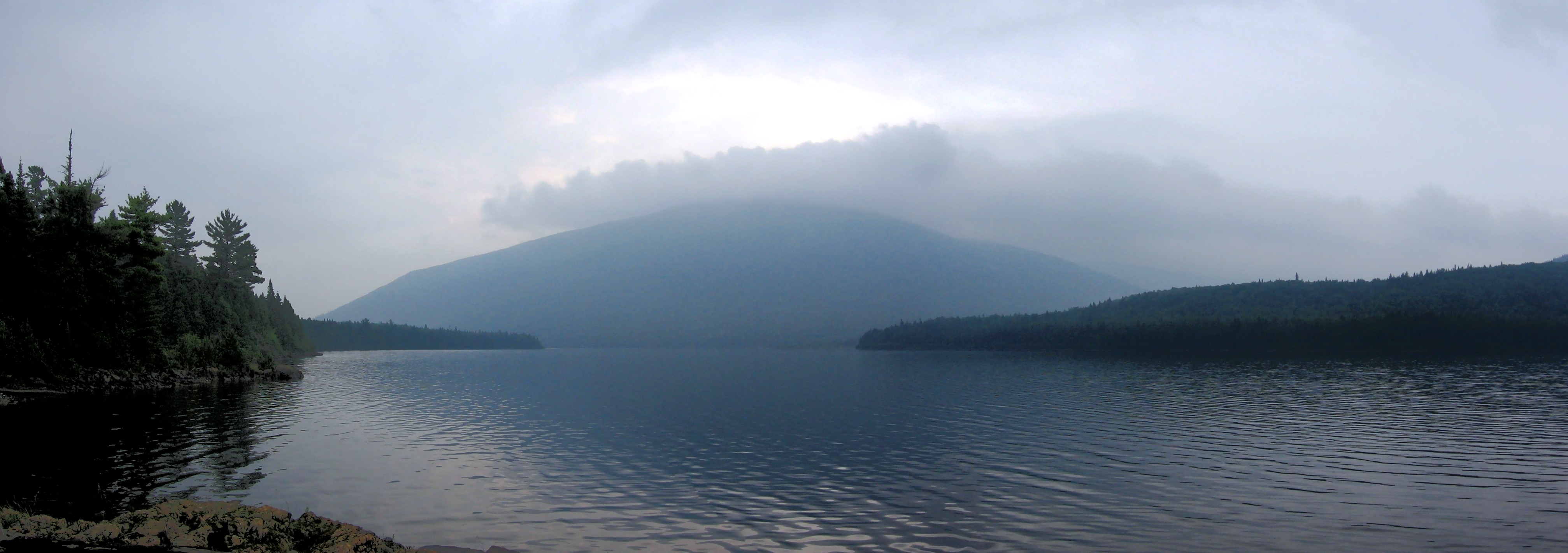
Vista del monte desde los lagos Nepisiguit